# IC 4997
IC 4997 је планетарна маглина у сазвјежђу Стрелица која се налази на листи објеката дубоког неба у Индекс каталогу.
Деклинација објекта је + 16° 43' 56" а ректасцензија 20h 20m 8,8s. Привидна величина (магнитуда) објекта IC 4997 износи 10,5 а фотографска магнитуда 11,6. IC 4997 је још познат и под ознакама PK 58-10.1, CS=14.6.